# Gymnosporia buxifolia
Gymnosporia buxifolia är en benvedsväxtart som först beskrevs av Carolus Linnaeus, och fick sitt nu gällande namn av Szyszyl. Gymnosporia buxifolia ingår i släktet Gymnosporia och familjen Celastraceae. Inga underarter finns listade.

## Bildgalleri

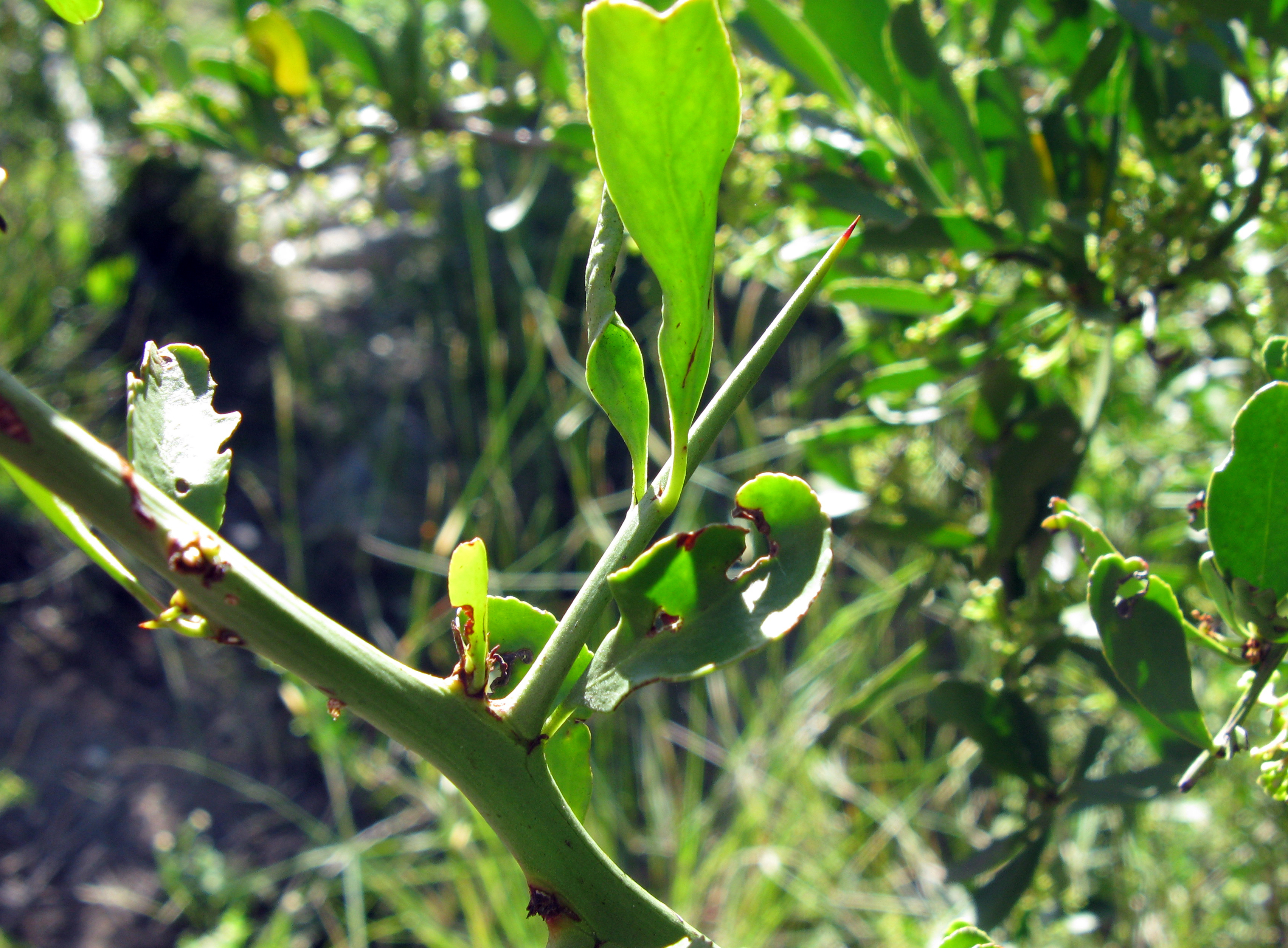
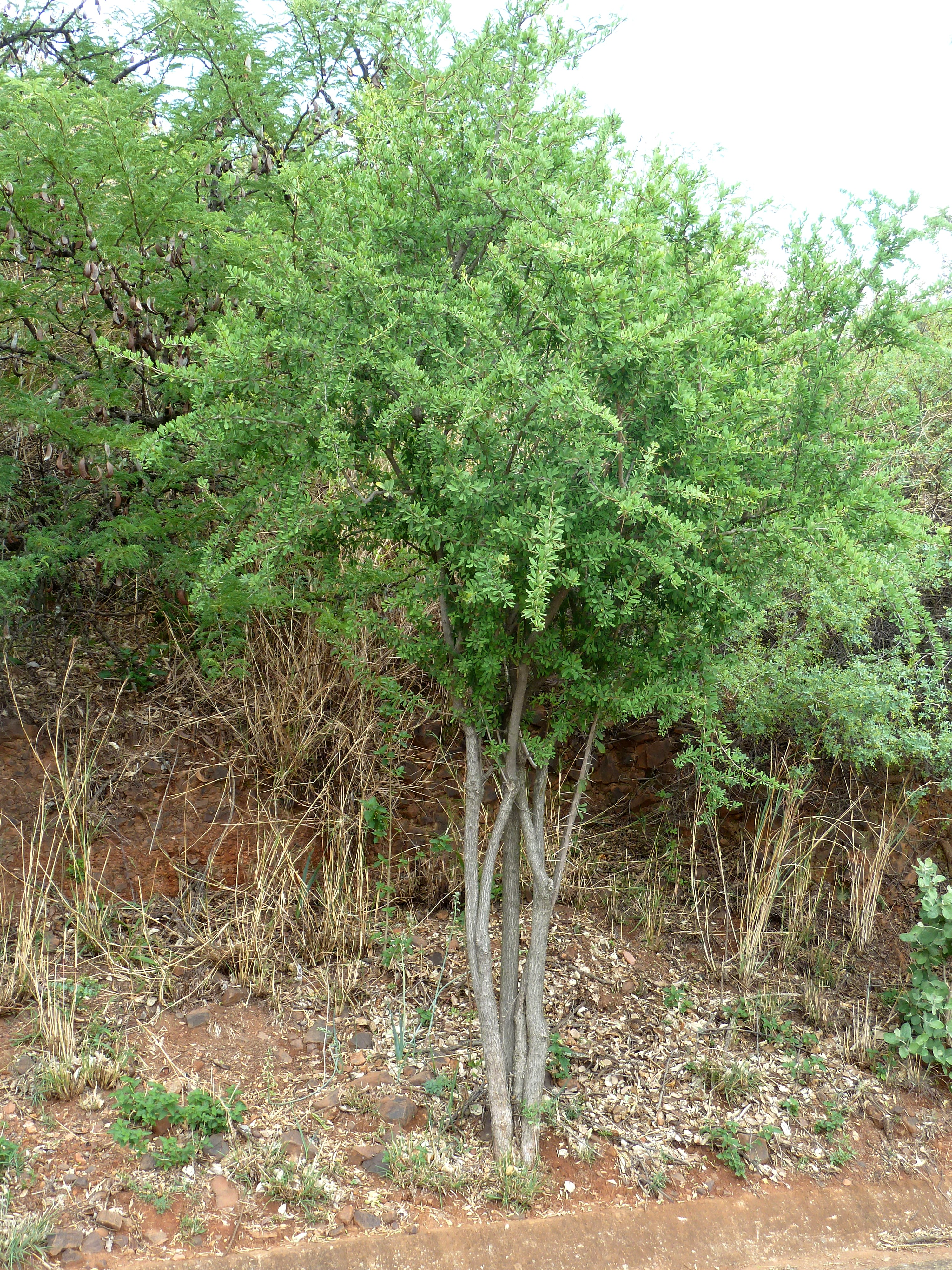
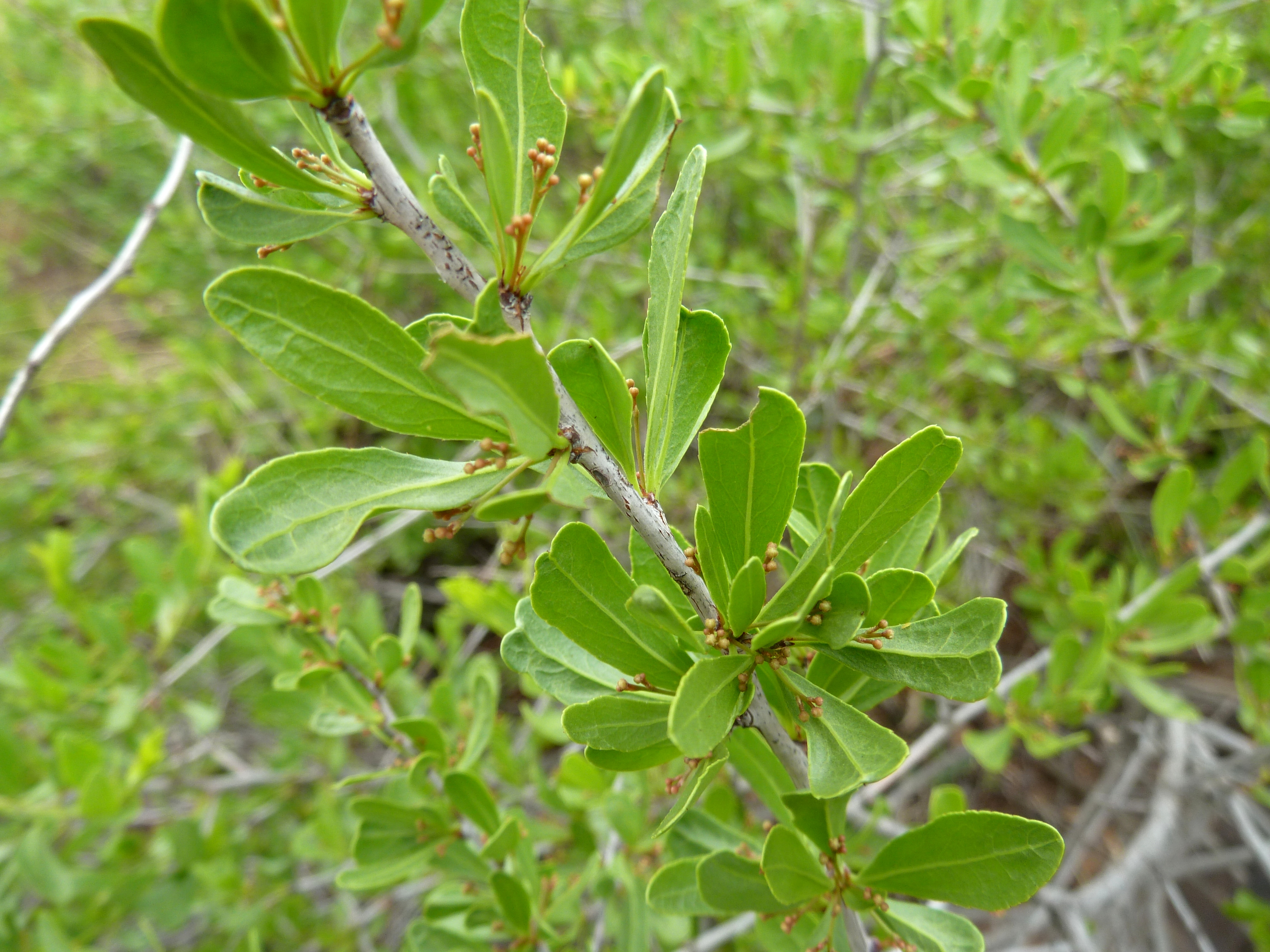
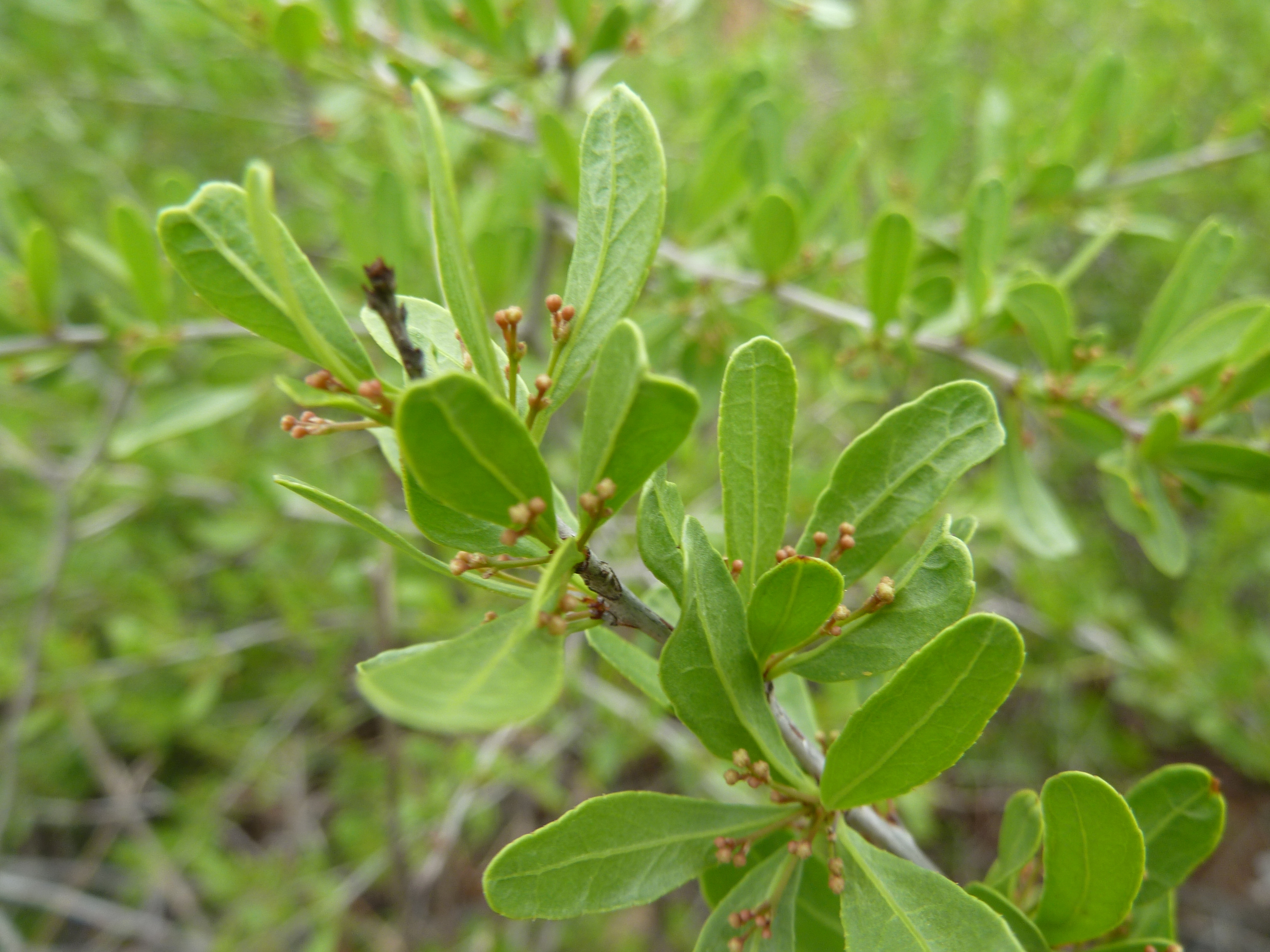